# Boa Vista do Gurupi
Pour les articles homonymes, voir Boa Vista (homonymie).
Boa Vista do Gurupi est une municipalité brésilienne située dans l'État du Maranhão.